# Candelaro
Le Candelaro est une rivière et un fleuve côtier de la province de Foggia en région des Pouilles, en Italie. 

## Géographie
De 70 km de longueur, le Candaloro traverse San Severo, Rignano Garganico, San Marco in Lamis, San Giovanni Rotondo et Manfredonia avant de se jeter dans l'Adriatique.

## Hydrologie
Son régime hydrologique est dit pluvial méridional.

## Aménagements et écologie
Le Candelaro est utilisée pour irriguer les champs, ce qui a considérablement diminué son débit. 